# がんと暮らしを考える会
特定非営利活動法人がんと暮らしを考える会（とくていひえいりかつどうほうじん がんとくらしをかんがえるかい）は、東京都港区の特定非営利活動法人。がん患者の経済的問題・就労問題の問題解決を医療従事者と社会保険労務士・ファイナンシャルプランナー・その他（税理士・弁護士など）の専門家が協力して行うことで社会的苦痛の軽減を図る団体である。生活保護の対象となる低所得者ではなく中間所得者層のがん患者の経済的な自立を支援すること、制度の申請主義の問題の解決を図ることを主な指針として活動している。

## 沿革
- 2011年
  - 3月 - 在宅ホスピスの看護師であった賢見卓也が、がん患者の経済的問題の解決のため社会保険労務士・ファイナンシャルプランナー・弁護士など専門家に協力を呼びかけ研究会を開始[1]。
  - 9月 - 看護師・MSW・社会保険労務士・ファイナンシャルプランナー・弁護士・税理士が参加し「がんと暮らしを考える会」として活動を開始。
- 2012年11月 がん患者の公的制度・民間保険などを一括検索できるサイトを企画。
- 2013年
  - 2月 - NPO法人設立総会。
  - 6月 - がん患者の公的制度・民間保険などを一括検索できるwebサイト「がん制度ドック ベータ版」を公開[1]。
  - 7月 - 特定非営利活動法人がんと暮らしを考える会として東京都に登録。
  - 10月 - 順天堂大学医学部附属浦安病院にて社会保険労務士とファイナンシャルプランナーがペアで行うがん患者向けの経済的な問題に関する個別相談事業開始[2]。
- 2014年
  - 5月 - 兵庫医科大学病院にて個別相談事業開始[2]。
  - 7月 - 石川県がん安心生活サポートハウスはなうめとの姉妹活動開始[2]。
- 2015年5月 - 埼玉県立がんセンターにて個別相談事業開始[3]。
- 2017年
  - 7月 - 防衛医科大学校病院にて個別相談事業開始[2]。
  - 12月 - さいたま赤十字病院にて個別相談事業開始[4]。
- 2018年
  - 2月 - 国立国際医療研究センター病院にて個別相談事業開始[2]。
  - 10月 - 虎の門病院にて個別相談事業開始。
- 2019年
  - 4月 - 東京都立駒込病院にて個別相談事業開始。
  - 4月 - 東京都立墨東病院にて個別相談事業開始。
  - 6月 - 港区在宅緩和ケア支援センターういケアみなとにて、患者向けに制度を説明する無料セミナー「がん制度大学」開始。
  - 7月 - 港区在宅緩和ケア支援センターういケアみなとにて、がん治療と仕事の両立支援個別相談開始。

## 事業内容
- がん患者向け制度検索システム「がん制度ドック」の制作と更新
- がん患者と医療従事者へのがん患者の経済的な問題の解決に関する普及啓発活動
- がん患者の経済的な問題を支援できる専門職のネットワーク作り
- がん患者の経済的な問題等に関する個別相談事業

## 主な受賞歴
- 2016年11月　BCC（Bridge between Clinic & Company）主催　第1回架け橋大賞「C2C(Clinic & Company)部門賞」受賞
- 2020年1月 　近代セールス社Financial Adviser誌主催「FA AWARD 2019」受賞

## メディア出演など
- TVシンポジウム（2019年5月11日 NHK Eテレ）[5]